# Aphis rosae
Aphis rosae é o nome científico da espécie de afídio mais comum a parasitar as roseiras, sendo, por isso, também designado como afídio-da-roseira, afídeo-da-roseira, pulgão-da-roseira e piolho-da-roseira.